# Parupeneus barberinus
Parupeneus barberinus är en fiskart som först beskrevs av Lacepède, 1801.  Parupeneus barberinus ingår i släktet Parupeneus och familjen mullefiskar. Inga underarter finns listade i Catalogue of Life.